# Kočkodan mona
Kočkodan mona (Cercopithecus mona) je opice z čeledi kočkodanovitých. Žije v pralesích západní Afriky od Ghany po Kamerun převážně v nížinách podél řek a mořského pobřeží, jako jediný primát obývá také mangrovy. Žije ve skupinách, které mají okolo dvaceti až třiceti členů, ozývá se charakteristickým hlasitým voláním. Živí se převážně ovocem, potravu přenáší v lícních torbách. Dožívá se třiceti let, hlavním predátorem je levhart skvrnitý, bývá však loven i lidmi.
Dosahuje délky 32 až 53 cm, ocas měří 67 až 90 cm, samci váží okolo 5 kg a samice okolo 4 kg. Srst je převážně rezavě až hnědě zbarvená, díky aguti proteinu má každý chlup dvě barvy, což vytváří žíhaný efekt. Břicho má kočkodan mona bílé, stejně jako hlavu, která nese šedočernou masku, černé jsou i končetiny a ocas.
S otrokářskými loděmi byl kočkodan mona v 18. století zavlečen na karibský ostrov Grenada, tamní populace se však snižuje v důsledku odchytu mláďat, která jsou žádanými domácími mazlíčky.